# Sweat (film)
Sweat – polsko-szwedzki komediodramat z 2020 roku w reżyserii i według scenariusza Magnusa von Horna. 

## Produkcja
Produkcja filmu odbyła się w 2020 roku, Film znalazł się w oficjalnej selekcji Festiwalu Filmowego w Cannes (2020) jako jedyny polski film fabularny. W Cannes miała odbyć się jego światowa premiera, jednakże impreza nie odbyła się z powodu pandemii COVID-19. Premiera w Szwecji odbyła się 12 marca, a w Polsce 18 czerwca 2021 roku. Zdjęcia wykonywano w Warszawie, m.in. w Centrum Handlowym Blue City oraz w Łodzi.  Produkcja była prezentowana na przeniesionych do sieci targach Marché du Film.

## Fabuła
Film przedstawia trzy dni z życia Sylwii Zając (Magdalena Koleśnik) – trenerki fitness, internetowej celebrytki. Pomimo setek tysięcy obserwujących w mediach społecznościowych oraz wielu współpracowników, w jej życiu prywatnym brakuje bliskości. Ponadto jest prześladowana przez stalkera.

## Obsada aktorska
- Magdalena Koleśnik – Sylwia Zając
- Aleksandra Konieczna – Basia, matka Sylwii
- Julian Świeżewski – Klaudiusz
- Zbigniew Zamachowski – Fryderyk, partner Basi
- Tomasz Orpiński – Rysiek
- Lech Łotocki – Andrzej
- Magdalena Kuta – Danuta
- Dominika Biernat – Wiktoria
- Katarzyna Dziurska – Kasia
- Wiktoria Filus – Zosia
- Bartosz Sak – Kacper
- Edgar Grishchuk – Eryk
- Dorota Zięciowska – gwiazda italo disco
- Katarzyna Cynke – Marieta
- Bogna Defecińska – Ania
- Mateusz Król – „Luksus”, manager Sylwii
- Anna Kalczyńska – prowadząca TVN
- Andrzej Sołtysik – prowadzący TVN
- Tomasz Sobierajski – gość TVN
- Sara Banasiak – asystentka TVN
- Karolina Krawczyńska – Jack
- Diana Krupa – Paulina[2]

## Ekipa
- Reżyseria – Magnus von Horn
- Scenariusz – Magnus von Horn
- Zdjęcia – Michał Dymek
- Muzyka – Piotr Kurek
- Dźwięk – Michał Robaczewski
- Montaż – Agnieszka Glińska
- Scenografia – Jagna Dobesz
- Kostiumy – Małgorzata Fudala
- Charakteryzacja – Agnieszka Sasim
- Kierownictwo produkcji – Anna Pachnicka
- Producent – Mariusz Włodarski
- Produkcja – Lava Films[2]

## Wyróżnienia
- 2020: Palić European Film Festival(inne języki) – Nagroda FIPRESCI
- 2020:Chicago International Film Festival(inne języki)
  - Złoty Hugo w Konkursie Międzynarodowych Fabularnych Filmów Pełnometrażowych
  - Srebrny Hugo za scenografię w Konkursie Międzynarodowych Fabularnych Filmów Pełnometrażowych (Jagna Dobesz)
- 2020: International Film Festival & Awards Macao(inne języki) – Nagroda aktorska (Magdalena Koleśnik)
- 2020: Festiwal Polskich Filmów Fabularnych w Gdyni
  - Srebrne Lwy
  - Nagroda za reżyserię (Magnus von Horn)
  - Nagroda za zdjęcia (Michał Dymek)
  - Nagroda za montaż (Agnieszka Glińska)
  - Nagroda za główną rolę kobiecą (Magdalena Koleśnik)
  - Nagroda za drugoplanową rolę kobiecą (Aleksandra Konieczna)
  - Nagroda Onetu „Odkrycie Festiwalu” (Magdalena Koleśnik)
  - Kryształowa Gwiazda Elle (Magdalena Koleśnik)
- 2020: Festiwal Filmu Polskiego w Ameryce w Chicago
  - Nagroda Specjalna Jury
  - Nagroda Krytyków Chicagowskich
- 2020: Międzynarodowy Festiwal Filmowy w Toronto – TIFF Industry Selects
- 2021: Trieste Film Festival(inne języki) – Nagroda Cineuropa
- 2021: Göteborg Film Festival(inne języki) – Nagroda Kościoła Szwecji „Angelos Award”
- 2021: Bestseller Empiku – Nagroda w kategorii: Odkrycie (Magnus von Horn)
- 2021: Tarnowska Nagroda Filmowa – Nagroda Specjalna Jury za stworzenie magnetyzującej i niepokojącej postaci internetowej influencerki, która jest tak samo prawdziwa, jak i wykreowana przez samą siebie. Za to, że aktorka nie ukrywa się za rolą, tylko jest w niej cały czas mocno obecna (Magdalena Koleśnik)
- 2021: Kozzi Film Festiwal w Zielonej Górze – Nagroda za najlepszą drugoplanową kreację aktorską (Julian Świeżewski)
- 2021: Nagroda im. Zbyszka Cybulskiego (Magdalena Koleśnik)
- 2022: Nagroda Stowarzyszenia Autorów Zdjęć Filmowych – Nominacja (Michał Dymek)
- 2022: Polska Nagroda Filmowa
  - Nominacja w kategorii: Najlepsza reżyseria (Magnus von Horn)
  - Nominacja w kategorii: Najlepszy dźwięk (Michał Robaczewski)
  - Nominacja w kategorii: Najlepsza główna rola kobieca (Magdalena Koleśnik)
- 2021: Nagroda im. Weroniki Migoń – Nominacja (Miłosz Karbownik i Dawid Bodzak)[2]